# کشتی‌سازی ایماباری

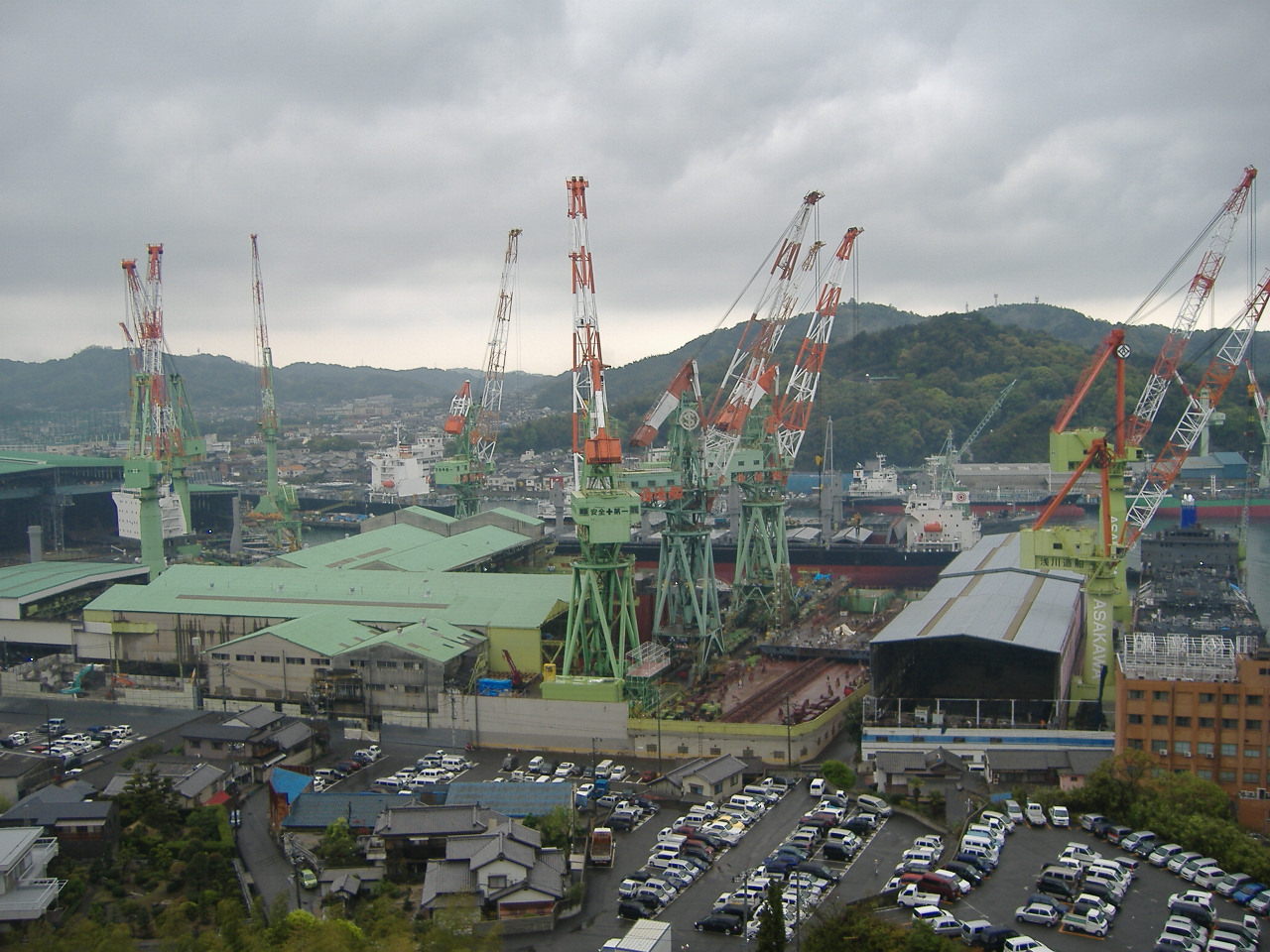
کشتی‌سازی ایماباری، یارد اسکله ایماباری

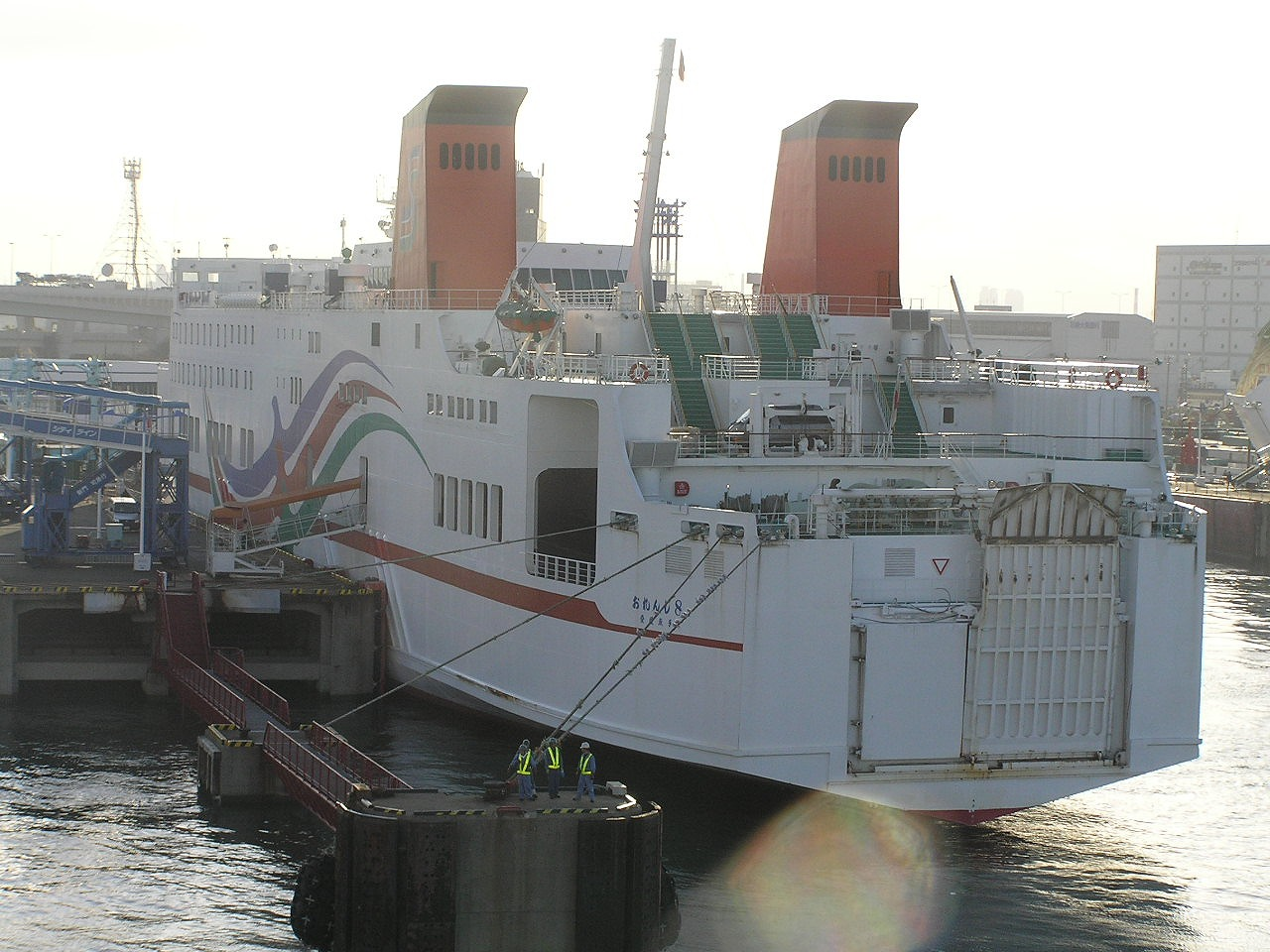
کشتی توسعه "شیکوکو" "نارنجی ۸"

کشتی‌سازی ایماباری یک شرکت بزرگ مهندسی و خدمات دریایی ساخت کشتی ژاپنی است که ستاد مرکزی آن در ایماباری، استان اهیمه، ژاپن قرار دارد.
این شرکت بزرگترین کشتی‌ساز ژاپن از نظر میزان تناژ و درآمد فروش است.
محصولات کشتی‌سازی ایماباری شامل طراحی، ساخت، خرید و فروش کشتی‌های تجاری، مهندسی دریایی و خدمات چرخه عمر کشتی است.

## تاریخ
شرکت در سال ۱۹۰۱ تأسیس شد. امکانات کشتی سازی در استان ایهیمه با نام کشتی‌سازی ایماباری در سال ۱۹۴۲ ادغام شد.